# Orientierungslauf-Weltmeisterschaften 1997
Die 17. Orientierungslauf-Weltmeisterschaften fanden vom 11. August bis 16. August 1997 in der Umgebung der Stadt Grimstad in Norwegen statt.

## Männer

### Kurzdistanz
| Platz | Land | Athlet          | Zeit      |
| ----- | ---- | --------------- | --------- |
| 1     | FIN  | Janne Salmi     | 26:05 min |
| 2     | FIN  | Timo Karppinen  | 26:17 min |
| 3     | NOR  | Bjørnar Valstad | 26:27 min |
| 4     | NOR  | Per Olaussen    | 26:50 min |
| 5     | NOR  | Petter Thoresen | 27:14 min |
| 6     | FIN  | Mikael Bøström  | 27:18 min |

Titelverteidiger:  Juri Omeltschenko

Ort: Omholt

Länge: 4,2 km

Steigung: 200 m

Posten: 16

### Langdistanz
| Platz | Land | Athlet            | Zeit      |
| ----- | ---- | ----------------- | --------- |
| 1     | NOR  | Petter Thoresen   | 1:40:16 h |
| 2     | SWE  | Jörgen Mårtensson | 1:41:58 h |
| 3     | NOR  | Kjetil Bjørlo     | 1:43:04 h |
| 4     | DEN  | Carsten Jørgensen | 1:43:51 h |
| 5     | CZE  | Tomáš Prokeš      | 1:45:01 h |
| 6     | FIN  | Janne Salmi       | 1:45:24 h |

Titelverteidiger:  Jörgen Mårtensson

Ort: Fjære

Länge: 13,8 km

Steigung: 535 m

Posten: 24

### Staffel
| Platz | Land | Athleten                                                            | Zeit      |
| ----- | ---- | ------------------------------------------------------------------- | --------- |
| 1     | DEN  | Torben Skovlyst Carsten Jørgensen Chris Terkelsen Allan Mogensen    | 4:18:58 h |
| 2     | FIN  | Timo Karppinen Juha Peltola Mikael Boström Janne Salmi              | 4:19:14 h |
| 3     | NOR  | Havard Tveite Bjørnar Valstad Kjetil Bjørlo Petter Thoresen         | 4:24:27 h |
| 4     | RUS  | Wladimir Koslow Wladimir Alexejew Michail Mamlejew Walentin Nowikow | 4:28:44 h |
| 5     | SUI  | Dominic Humbel Alain Berger Christoph Plattner Thomas Bührer        | 4:36:16 h |
| 6     | GBR  | Jonathan Musgrave Jamie Stevenson Stephen Palmer Steven Hale        | 4:41:35 h |

Titelverteidiger:  Dominik Humbel, Christian Aebersold, Urs Flühmann, Thomas Bührer

Ort: Omholt

## Frauen

### Kurzdistanz
| Platz | Land | Athlet              | Zeit      |
| ----- | ---- | ------------------- | --------- |
| 1     | AUT  | Lucie Böhm          | 25:15 min |
| 2     | NOR  | Hanne Sandstad      | 25:29 min |
| 3     | NOR  | Hanne Staff         | 25:56 min |
|       | SUI  | Marie-Luce Romanens | 25:56 min |
| 5     | SWE  | Cecilia Nilsson     | 26:11 min |
| 6     | FIN  | Johanna Asklöf      | 26:32 min |

Titelverteidigerin:  Marie-Luce Romanens

Ort: Omholt

Länge: 3,1 km

Steigung: 200 m

Posten: 14

### Langdistanz
| Platza | Land | Athletin       | Zeit      |
| ------ | ---- | -------------- | --------- |
| 1      | NOR  | Hanne Staff    | 1:12:56 h |
| 2      | SWE  | Katarina Borg  | 1:13:40 h |
| 3      | NOR  | Hanne Sandstad | 1:14:34 h |
| 4      | FIN  | Kirsi Tiira    | 1:14:38 h |
| 5      | SWE  | Gunilla Svärd  | 1:14:50 h |
| 6      | FIN  | Annina Paronen | 1:16:35 h |

Titelverteidigerin:  Katalin Oláh

Ort: Fjære

Länge: 8,7 km

Steigung: 345 m

Posten: 17

### Staffel
| Platz | Land | Athletinnen                                                    | Zeit      |
| ----- | ---- | -------------------------------------------------------------- | --------- |
| 1     | SWE  | Anna Bogren Gunilla Svärd Cecilia Nilsson Marlena Jansson      | 2:51:41 h |
| 2     | NOR  | Torunn Fossli Elisabeth Ingvaldsen Hanne Sandstad Hanne Staff  | 2:52:56 h |
| 3     | SUI  | Brigitte Wolf Marie-Luce Romanens Vroni König Sabrina Meister  | 2:56:56 h |
| 4     | FIN  | Kirsi Tiira Anniina Paronen Reeta-Mari Kolkkala Johanna Asklöf | 3:04:42 h |
| 5     | GBR  | Jenny James Liz Campbell Yvette Hague Heather Monro            | 3:06:31 h |
| 6     | AUS  | Emily Viner Tracy Bluett Alix Young Nicky Taws                 | 3:18:41 h |

Titelverteidigerinnen:  Kirsi Tiira, Reeta-Mari Kolkkala, Eija Koskivaara, Annika Viilo

Ort: Omholt

## Medaillenspiegel
| Platz | Land       | Gold | Silber | Bronze | Gesamt |
| ----- | ---------- | ---- | ------ | ------ | ------ |
| 1     | Norwegen   | 2    | 2      | 5      | 9      |
| 2     | Finnland   | 1    | 2      | -      | 3      |
|       | Schweden   | 1    | 2      | -      | 3      |
| 4     | Dänemark   | 1    | -      | -      | 1      |
|       | Österreich | 1    | -      | -      | 1      |
| 6     | Schweiz    | -    | -      | 2      | 2      |